# Sparta in het seizoen 1960/61
Het seizoen 1960/1961 was het zevende jaar in het bestaan van de Rotterdamse betaaldvoetbalclub Sparta. De club kwam uit in de Eredivisie en eindigde daarin op de vierde plaats. Tevens deed de club mee aan het toernooi om de KNVB Beker, hierin werd in de tweede ronde verloren van HVC (1–3).

## Wedstrijdstatistieken

### Eredivisie
|       | ADO   | Ajax  | Alkmaar '54 | DOS   | DWS/A | Elinkwijk | Sportclub Enschede | Feijenoord | Fortuna '54 | GVAV  | MVV   | NAC   | NOAD  | PSV   | Rapid JC | VVV   | Willem II |
| ----- | ----- | ----- | ----------- | ----- | ----- | --------- | ------------------ | ---------- | ----------- | ----- | ----- | ----- | ----- | ----- | -------- | ----- | --------- |
| Thuis | 5 – 2 | 1 – 4 | 2 – 2       | 0 – 0 | 3 – 1 | 1 – 3     | 0 – 2              | 1 – 2      | 5 – 1       | 4 – 3 | 3 – 2 | 3 – 1 | 0 – 2 | 4 – 2 | 3 – 1    | 2 – 0 | 3 – 0     |
| Uit   | 5 – 2 | 1 – 1 | 0 – 0       | 3 – 5 | 1 – 1 | 1 – 3     | 2 – 5              | 0 – 1      | 1 – 2       | 2 – 2 | 1 – 0 | 0 – 0 | 0 – 2 | 5 – 4 | 1 – 1    | 1 – 1 | 2 – 1     |

### KNVB Beker
| Groepsfase                                      | SHS                                                              | 1 – 1 (1 – 1) | Sparta            |
| 17 augustus 1960 Plaats: Den Haag Houtrust      | Jan Dahrs                                                        |               | Willem van Buuren |
| Groepsfase                                      | Sparta                                                           | 5 – 1 (2 – 1) | UVS               |
| 18 september 1960 Plaats: Rotterdam Het Kasteel | Piet de Vries 10', 52' Jan Allart 17', 52' Willem van Buuren 66' |               | 5' Jan Nijman     |
| Groepsfase                                      | Excelsior                                                        | 1 – 1 (0 – 1) | Sparta            |
| 30 oktober 1960 Plaats: Rotterdam Woudestein    | Ad Verhoeven 67' (e.d.)                                          |               | 32' Henk Janssen  |
| Groepsfase                                      | Sparta                                                           | 3 – 0 (2 – 0) | LFC               |
| 12 februari 1961 Plaats: Rotterdam Het Kasteel  | Henk Janssen 26', 27' Piet van Miert 75'                         |               |                   |
| 1e ronde                                        | Sparta                                                           | 3 – 0 (3 – 0) | Hermes DVS        |
| 1 mei 1961 Plaats: Rotterdam Het Kasteel        | Joop Daniëls 13' Henk Janssen 14' Willem van Buuren 25'          |               |                   |
| 2e ronde                                        | HVC                                                              | 3 – 1 (1 – 0) | Sparta            |
| 14 mei 1961 Plaats: Amersfoort Birkhoven        | Cees Houtveen 26' Jan Nederhand 56' Bennie Marcus                |               | Tonny van Ede     |

## Statistieken Sparta 1960/1961

### Eindstand Sparta in de Nederlandse Eredivisie 1960 / 1961
| Stand | Gespeeld | Gewonnen | Gelijk | Verloren | Punten | Doelpunten voor | Doelpunten tegen |
| ----- | -------- | -------- | ------ | -------- | ------ | --------------- | ---------------- |
| 4e    | 34       | 16       | 9      | 9        | 41     | 71              | 54               |

### Topscorers
| #                 | Naam              | Goal |
| ----------------- | ----------------- | ---- |
| 1.                | Piet van Miert    | 15   |
| 2.                | Henk Janssen      | 12   |
| 3.                | Piet de Vries     | 9    |
| 4.                | Tonny van Ede     | 7    |
| 5.                | Joop Daniëls      | 6    |
| 6.                | Tinus Bosselaar   | 5    |
| 6.                | Willem van Buuren | 5    |
| 6.                | Ad Verhoeven      | 5    |
| 9.                | Hans de Koning    | 3    |
| 10.               | Cees Doesburg     | 1    |
| 10.               | Jan Kok           | 1    |
| 10.               | Jan Villerius     | 1    |
| Onbekend doelpunt |                   |      |
| –                 | Onbekend          | 1    |
| Totaal            | Totaal            | 71   |

| #      | Naam              | Goal |
| ------ | ----------------- | ---- |
| 1.     | Henk Janssen      | 4    |
| 2.     | Willem van Buuren | 3    |
| 3.     | Jan Allart        | 2    |
| 3.     | Piet de Vries     | 2    |
| 5.     | Joop Daniëls      | 1    |
| 5.     | Tonny van Ede     | 1    |
| 5.     | Piet van Miert    | 1    |
| Totaal | Totaal            | 14   |

## Voetnoten
ADO ·
Ajax ·
Alkmaar '54 ·
DOS ·
DWS/A ·
Elinkwijk ·
Sportclub Enschede ·
Feijenoord ·
Fortuna '54 ·
GVAV ·
MVV ·
NAC ·
NOAD ·
PSV ·
Rapid JC ·
Sparta ·
VVV ·
Willem II